# Arichanna striata
Arichanna striata là một loài bướm đêm trong họ Geometridae.